# Leuchtturm Arkona-Insel
Der Leuchtturm Arkona-Insel oder Leuchtturm Xiaoqingdao (chinesisch 小青島燈塔 / 小青岛灯塔, Pinyin Xiǎoqīngdǎo Dēngtǎ) ist ein Leuchtfeuer auf der küstennahen Insel Arkona (auch Arcona, chinesisch 小青島 / 小青岛, Pinyin Xiǎoqīngdǎo) in der chinesischen Hafenstadt Qingdao.

## Geschichte
Der Leuchtturm wurde während der deutschen Kolonialzeit im Jahr 1904 gebaut und wies Schiffen die Einfahrt in den Hafen von Tsingtau, dem damaligen Haupt- und Hafenort der deutschen Kolonie Kiautschou. Während der Belagerung von Tsingtau wurde er kurz vor der Kapitulation der deutschen Besatzungstruppe beschädigt. Nach der japanischen Besetzung wurde er repariert und wieder in Benutzung genommen. Zusammen mit der Insel wurde der Leuchtturm nach der Rückgabe Qingdaos an China in Chinesisch umbenannt.
Der Leuchtturm ist heute noch im Betrieb. Als eines der erhaltenen deutschen Bauwerke und bekanntes Wahrzeichen der Stadt Qingdao wurde er 2006 in die Liste der Nationalen Kulturdenkmäler der Volksrepublik China aufgenommen.

## Bilder

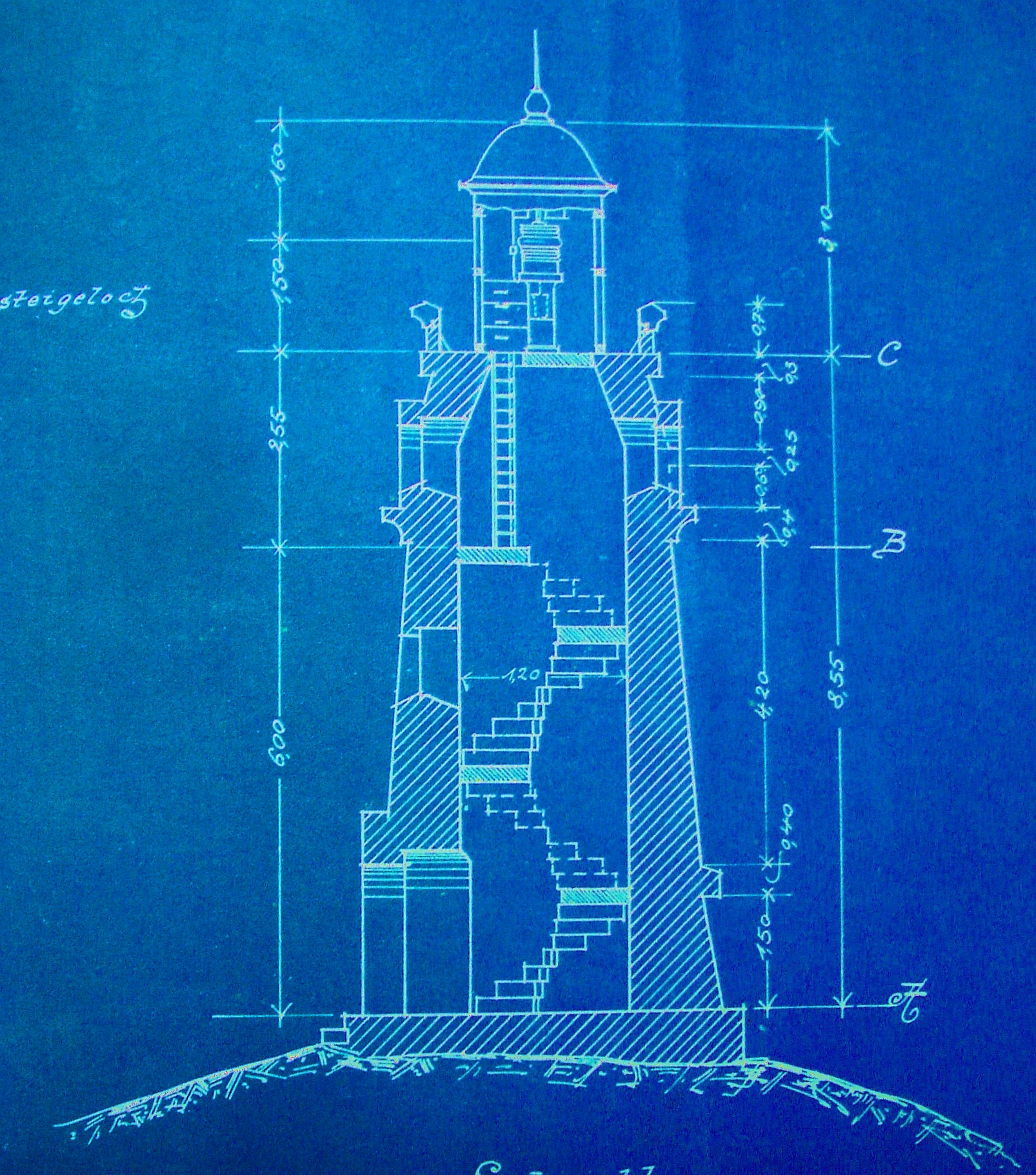
Entwurf des Leuchtturms
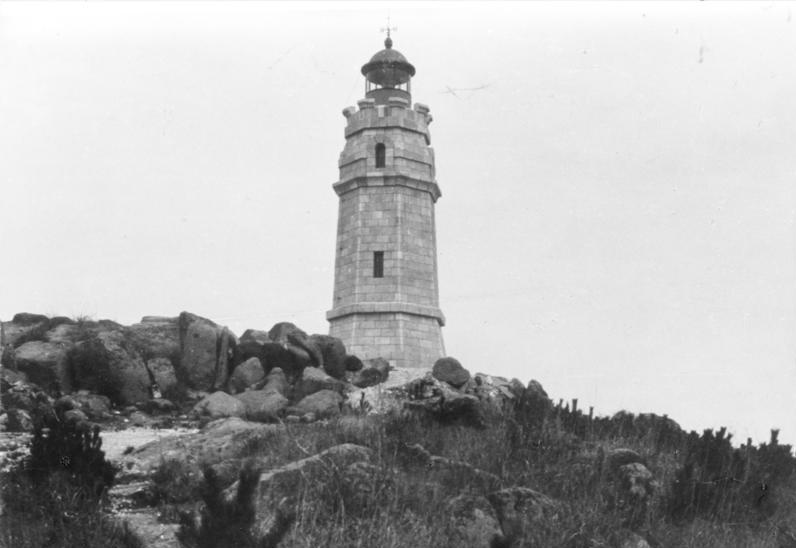
Leuchtturm Arkona-Insel vor 1914
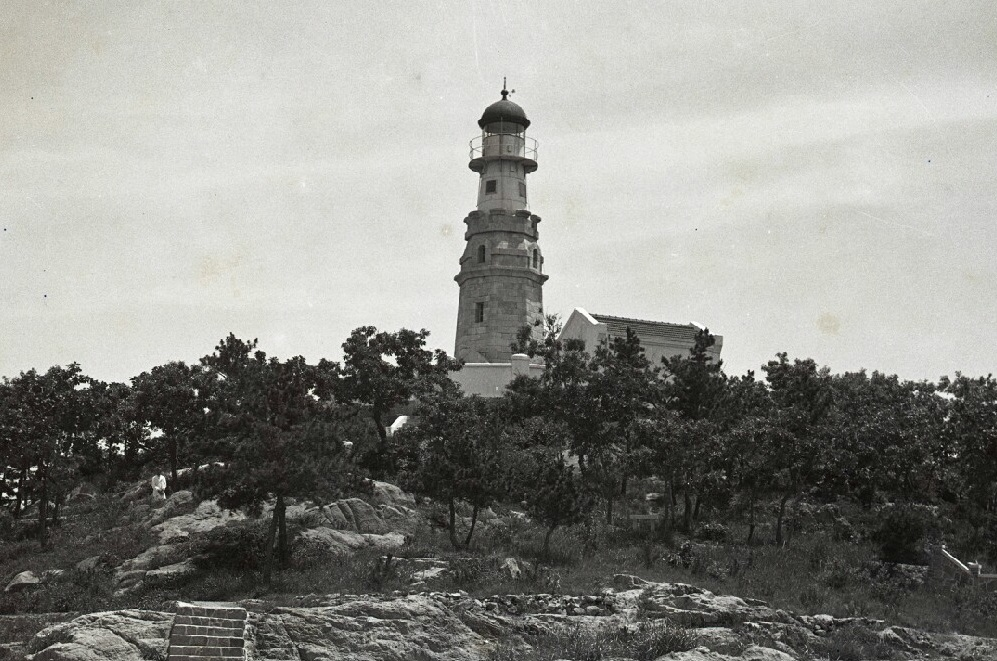
Leuchtturm Xiaoqingdao in den 1950er Jahren